# جون إل. راسيل
جون إل. راسيل (بالإنجليزية: John L. Russell)‏ هو مصور سينمائي أمريكي، ولد في 15 مايو 1905 في الولايات المتحدة، وتوفي في 22 يوليو 1967 في لوس أنجلوس في الولايات المتحدة.

## وصلات خارجية
- جون إل. راسيل على موقع IMDb (الإنجليزية)
- جون إل. راسيل على موقع ألو سيني (الفرنسية)
- جون إل. راسيل على موقع أول موفي (الإنجليزية)
- جون إل. راسيل على موقع قاعدة بيانات الأفلام السويدية (السويدية)
- جون إل. راسيل على موقع قاعدة بيانات الفيلم (الإنجليزية)
- جون إل. راسيل على موقع كينوبويسك (الروسية)